# Río Ezcurra
El río Ezcurra (en euskera, Ezkurra) es un río del norte de la península ibérica que discurre por la comarca navarra del Alto Bidasoa o Malerreka (España). 

## Curso
Su nacimiento se encuentra en tierras del término municipal de Ezcurra, concretamente en el collado de Ezkurra. Tras su paso por Erasun recibe las aguas del río Basakaitz y las del río Urtzuri en su travesía por las tierras de Saldías. Después atraviesa los términos de Beinza-Labayen, Zubieta, Ituren, Elgorriaga y Santesteban. En este último municipio se une al Ezpelura y 300 metros más adelante con el Bidasoa de la comarca de Baztán. Cinco arroyos desembocan en el río Ezcurra la izquierda y cuatro a la derecha.